# 細川澄元
細川 澄元（ほそかわ すみもと）は、戦国時代の武将・守護大名。室町幕府30代管領。丹波国・摂津国・讃岐国・土佐国守護。細川京兆家14代当主。
細川高国と争い（両細川の乱）管領に就任し、一時的に政権を樹立するも短期間で崩壊、管領の座も高国に奪われる形で解任された。養父の細川政元には嫡子として認められていたものの、分家（阿波守護家）出身なうえ若年だったこともあり京兆家当主としての力は無きに等しかった（政元以降、管領は非常設の役職になり、澄之・澄元は細川京兆家当主として幕政を主導したために管領に任じられていないとする説もある。詳細は管領項目参照のこと）。

## 生涯

### 出生
延徳元年（1489年）、細川氏の庶流である細川義春（細川頼之の弟である細川詮春の子孫）の子として誕生した。父義春は阿波国守護を務めていたが、澄元が6歳の時に死去したため、祖父の成之に養育された。
澄元の生まれた阿波細川家（詮春流）は細川氏の支族であり、相伴衆の格式でもあった。一方で本家の京兆家当主細川政元は当時管領として幕府で重きを為していたが、独身を貫き子が無かったため、摂関九条家からの養子・聡明丸（のちの細川澄之）を家督継承者としていた。しかし、政元は聡明丸と折り合いが悪く、文亀3年（1503年）5月に聡明丸を廃嫡し、六郎（澄元）を養嗣子として迎え入れた。同年に元服、11代将軍・足利義澄より偏諱を受けて澄元と名乗る。この際に京兆家の家督継承者に付けられる「元」の字を与えられていることから政元より嫡子（後継者）と見なされていたことがわかる（逆に廃嫡された聡明丸改め澄之には「之」の字が与えられている）。
こうして政元の後継者となった澄元は永正3年（1506年）から永正4年（1507年）にかけて、政元の命令で澄之と共に丹後国の一色義有を攻めたが、敗北している。また、永正3年（1506年）頃より、政元に代わって摂津守護の職務を行っている。

### 永正の錯乱

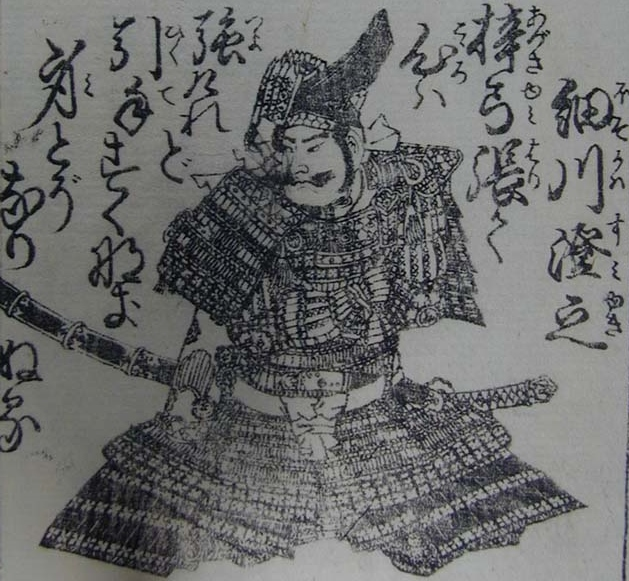
細川澄之

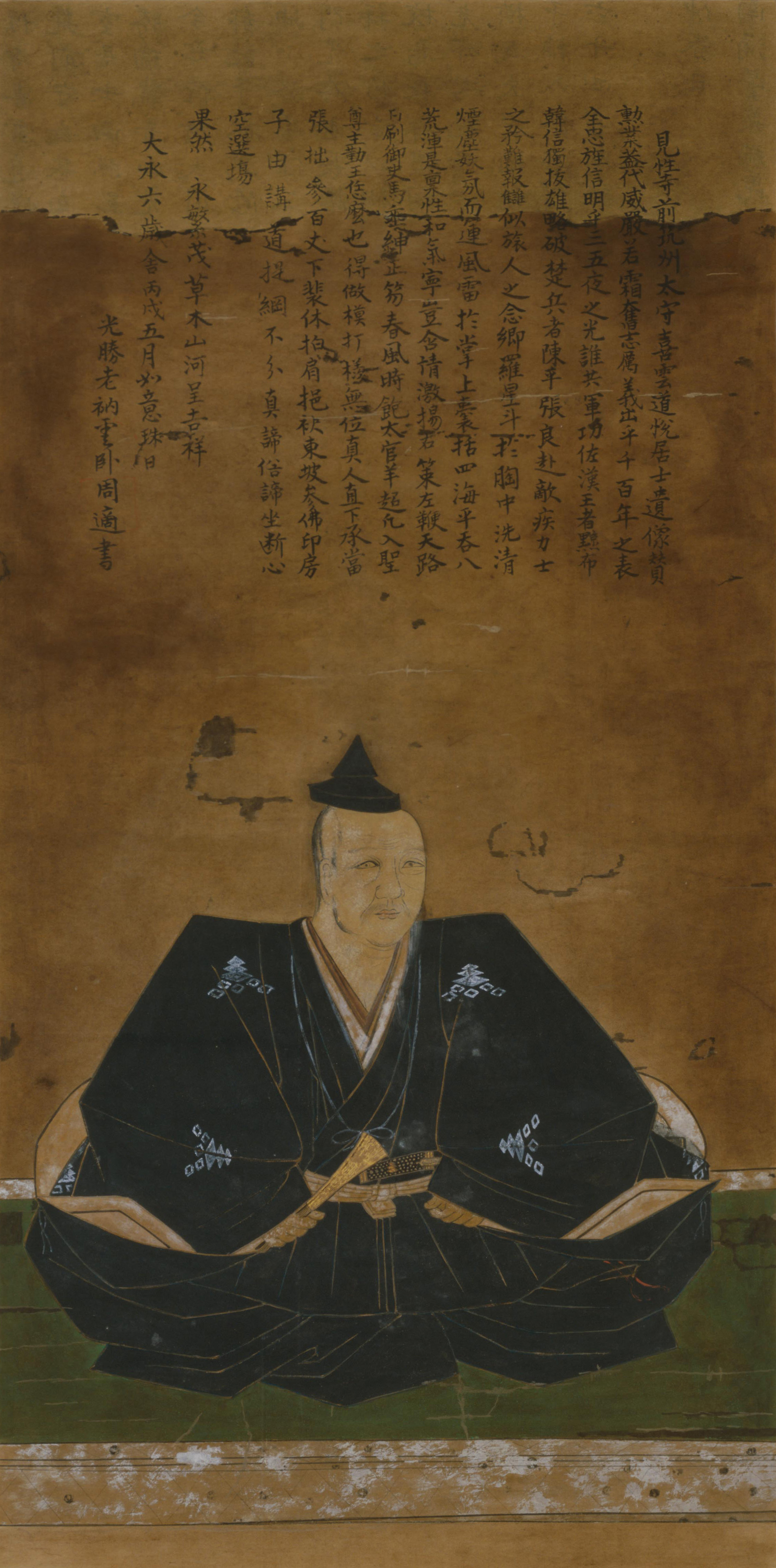
三好之長

政元の後継者は一応澄元となっていたが、政元は、澄元を養子にした後に更に細川氏の一族である野州家より細川政春の子・高国を養子に迎えるなど、3人の後継者候補が並立する状態を作ってしまった。そんな中、永正4年6月23日、政元が香西元長や薬師寺長忠ら澄之の支持者によって暗殺されたことがきっかけとなって永正の錯乱が発生した。澄元も翌24日に澄之の家臣に屋敷を襲われ、三好之長と共に近江国青地城に逃れ、甲賀の山中為俊を頼って逃走した。そして近江の国人の力を借りて勢力を盛り返し、8月1日には京都に侵攻して澄之とその支持者を討ち取り、2日には将軍・足利義澄に対して細川京兆家の家督継承を承認させたのである。
ところが澄元は若年だったため、家宰であった三好之長の実力が逆に大きくなり始め、澄元は之長と対立して一時は阿波に帰国しようとした（『宣胤卿記』）。この時には足利義澄の説得もあって帰国はとどまっている。8月27日に家臣の赤沢長経を大和国へ派遣、大和を制圧した。
このような京都における一連の内乱が、周防国に流れていた10代将軍（前将軍）・足利義尹（義材より改名、後の義稙）のもとに知らされると、義尹は大内義興に擁立されて上洛を開始する。澄元は義興との和睦を画策したが、同じく政元の養子で澄之討伐に協力した細川高国が大内方に寝返ったため、決裂してしまった。高国離反の背景として、『不問物語』という軍記物語の永正5年条には、澄元が阿波時代以来の側近である三好之長・高畠長信・忠阿弥を重用することに対する反発があり、これに不満を持った細川氏の一門が澄元を廃して細川政賢を擁立しようと画策したところ、細川元治が高国の方が相応しいとする主張を述べて政賢らを納得させたと伝えられている。また、高国の擁立を聞いた京兆家の内衆も（家臣）高国側に寝返ってしまったという（なお、京兆家の内衆の中でも赤沢長経の一族のように澄元に従った者もいた）。更に三好之長のように阿波守護家から澄元に付けられて京兆家に入った家臣に京兆家の所領である讃岐国の所領が与えられるようになると、讃岐の内衆の中にはこれを阿波守護家による侵略とみなすものがおり、彼らも高国に協力するようになる。

### 両細川の乱

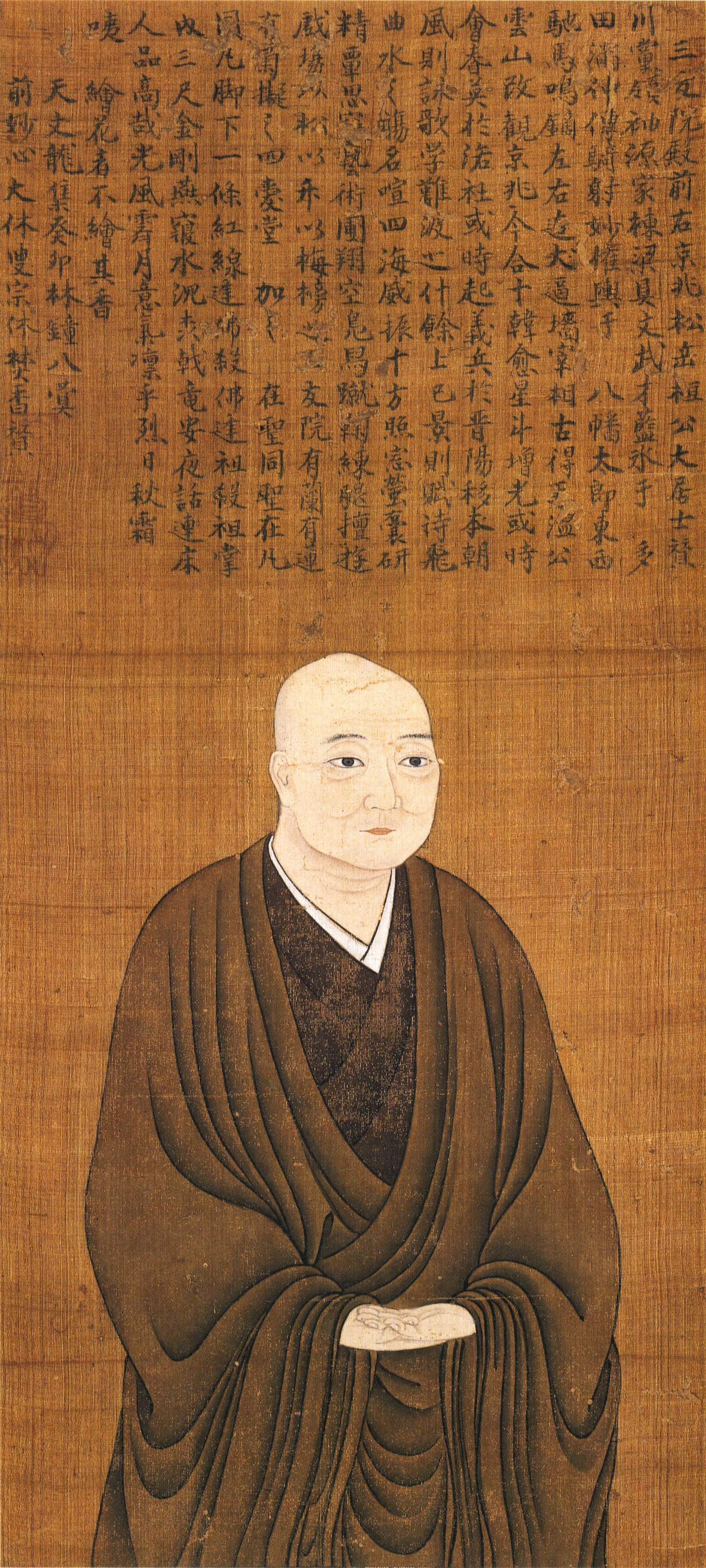
細川高国

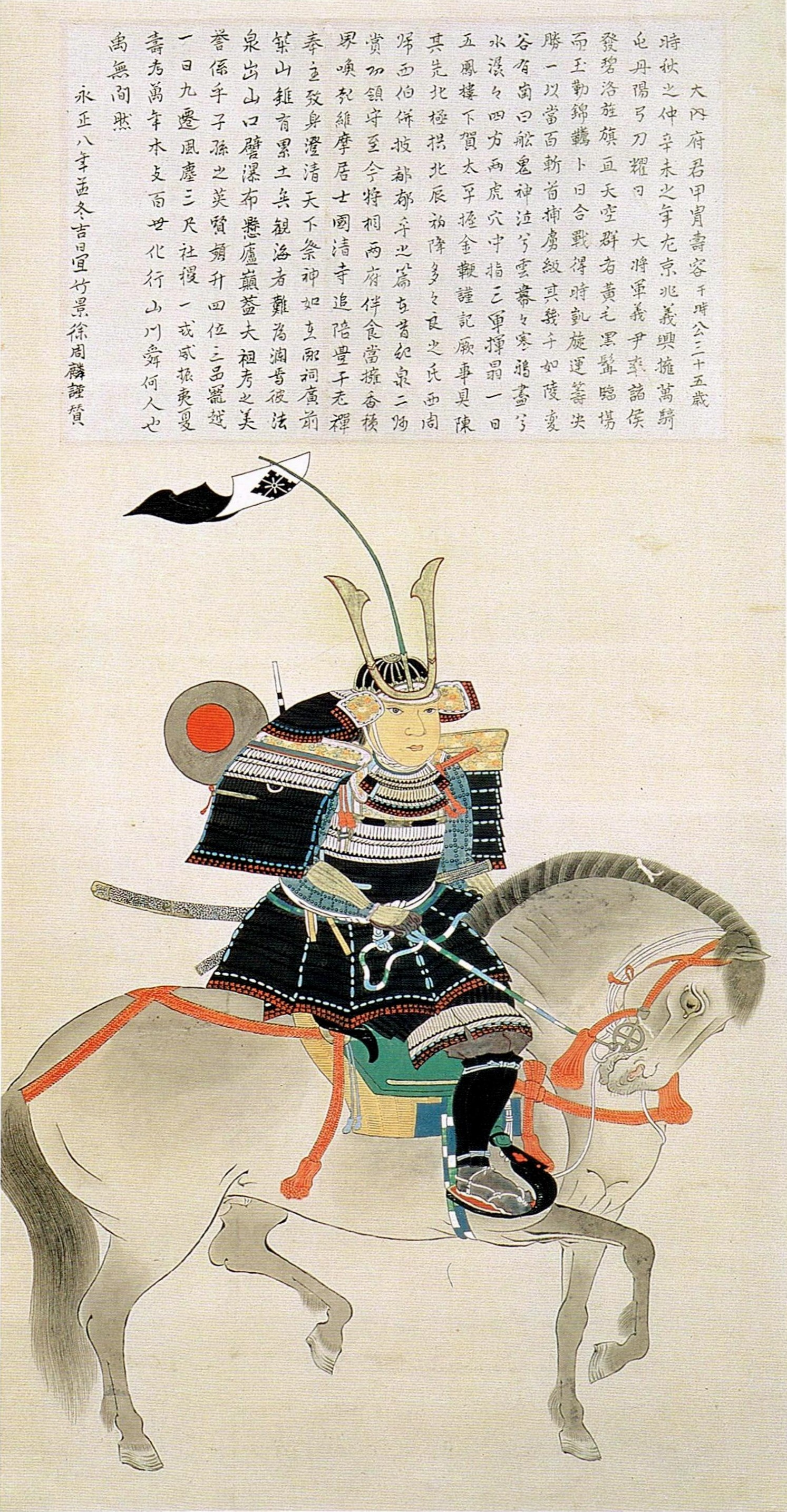
大内義興

永正5年（1508年）4月、高国が京都に侵攻を開始する。この時、摂津の伊丹元扶や丹波の内藤貞正、河内国の畠山尚順らも呼応したために澄元は敗北し、之長や将軍・足利義澄と共に4月9日に山中為俊を頼って近江に逃れた。5月には摂津で抵抗を続けていた池田貞正と芥川信方（薬師寺元一・長忠の弟）が高国軍に討たれてしまう。そして6月、足利義尹が大内義興に擁されて上洛すると、やがて将軍職に復帰した義尹によって澄元の家督は剥奪され、代わって高国の家督継承が承認されることとなった。8月に大和に残った赤沢長経も畠山尚順に討たれた。
ところが大内義興と義尹が対立し始めたため、澄元と之長は永正6年（1509年）に京都に侵攻したが、逆に高国と義興の反撃を受けて敗北（如意ヶ嶽の戦い）し澄元と之長は阿波に逃走する。なお、この時の侵攻の失敗について、澄元は阿波からの援軍との挟撃を計画していたものの、澄之→高国を支持していた讃岐の諸氏が阿波への侵攻を図り、阿波勢が動けなかったことが背景にあったという。
永正8年（1511年）には義澄、義兄弟の細川政賢（典厩家当主）や同族の細川元常（和泉守護）・細川尚春（淡路守護）、更に赤松義村（播磨守護）と連携して深井城を攻め（深井城の合戦）、一方では鷹尾城を攻め（芦屋河原の合戦）、その後京都に侵攻し船岡山合戦となる。しかし船岡山合戦以前に義澄が病死したこともあって、大内義興の反撃を受けて大敗を喫し、政賢は戦死し、澄元は摂津に逃走した。この出兵は祖父・成之や三好之長の反対を押し切って出兵したものらしく、之長が阿波守護家存続を意図して高国陣営に内通しようとした気配があるとする指摘も出されている。もっとも、この出兵の直後に成之と之持が相次いで死去したため、阿波国内で混乱が発生し、澄元と之長は和解して阿波の治安回復や讃岐における主導権回復に乗り出すことになる（なお、馬部隆弘は通説では之持の子とされる細川氏之（持隆）を澄元の次男と比定し、澄元が之持の没後暫くの間、それまでは成之によって峻別されて澄元が直接関与出来なかった阿波の領国経営に関与せざるを得ず、高国との戦いの低調も澄元が阿波から離れられなかったからとしている）。
永正15年（1518年）8月、大内義興が周防に帰国すると、永正16年（1519年）に澄元と之長は摂津に侵攻（田中城の戦い）する。永正17年（1520年）1月に入ると、澄元に呼応して山城国で土一揆が発生する。そして、将軍・足利義稙（永正8年（1513年）、義尹より改名）も澄元に通じて裏切ったため、細川高国は単独で近江坂本に逃れた。これにより、澄元政権が成立する。既に高国側に離反していた細川尚春を滅ぼして淡路を手に入れ、阿波・讃岐でも巻き返した澄元は前の2度の出兵では得られなかった四国からの援軍を上陸させる構想を実現させたことが成功の背景にあったとみられる。

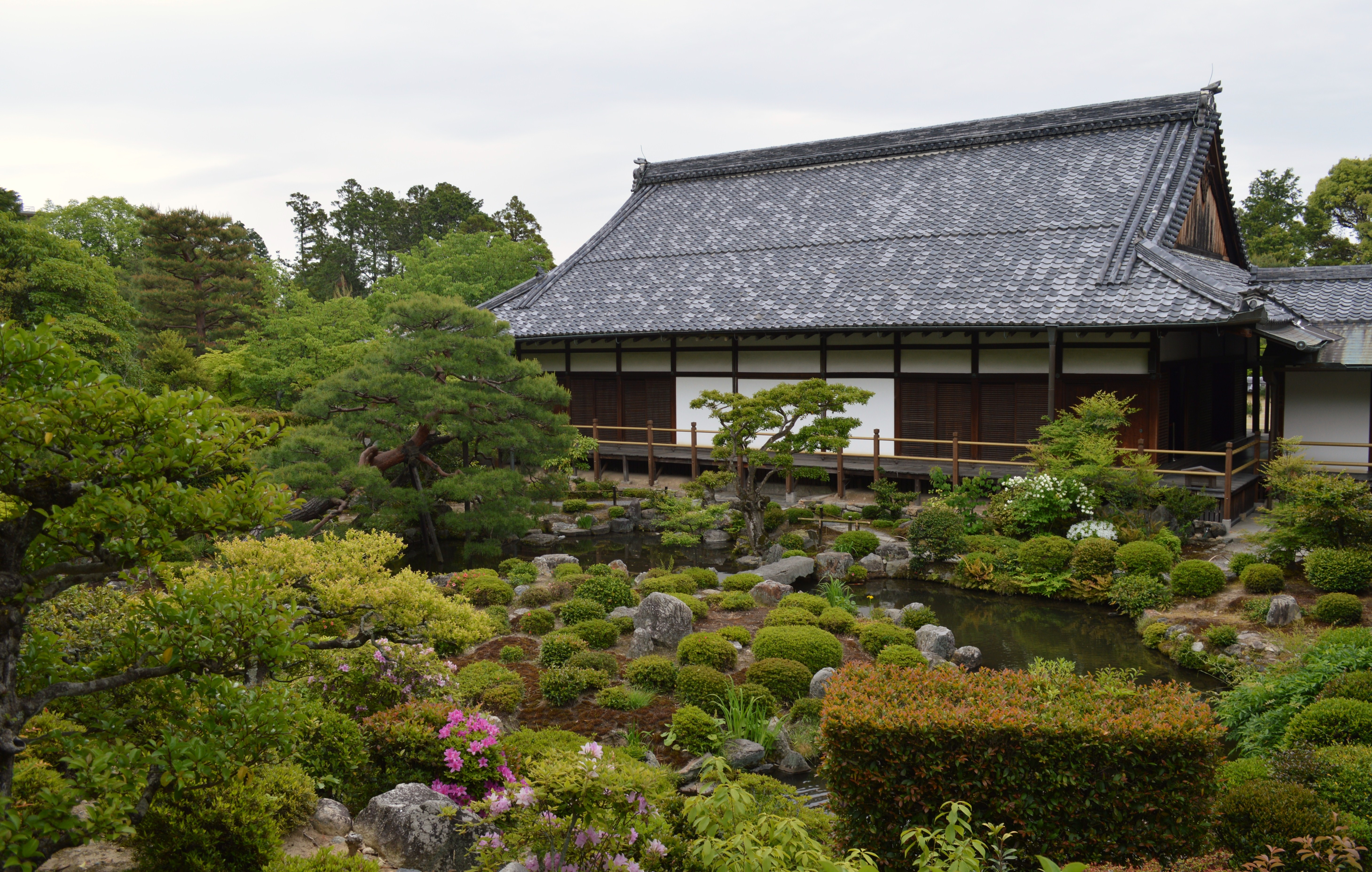
等持院の方丈と庭園

ところが5月、高国は大軍を集めて京都に侵攻する。これに対して澄元・之長らは兵を集めることができず、之長は等持院の戦いで敗北し捕らえられて自害させられ、澄元も摂津伊丹城に敗走し、政権は短期間で崩壊した。そして失意のうちに病に倒れた澄元は、まもなく高国の攻撃を受けて播磨国に逃走し、最終的には永正17年（1520年）6月10日に阿波勝瑞城にて死去した（『応仁後記』『細川系図』『細川両家記』『諸家系図纂』）。享年32。三度にわたる出兵はいずれも失敗に終わったものの、3度目の出兵をきっかけに生じた義尹と高国の不仲や丹波国人の離反が高国の立場を動揺させ、残された嫡男六郎（後の細川晴元）と三好元長（之長の孫）による細川高国政権の打倒に繋がることになった。

## 系譜
- 父：細川義春（1468年 - 1495年）
- 母：不詳
- 養父：細川政元（1466年 - 1507年）
- 正室：清泰院 - 常春宗英禅定尼
  - 嫡男：細川晴元（1514年 - 1563年）
- 生母不明の子女
  - 女子：畠山義堯正室
  - 女子：有馬重則正室

澄元の死後、嫡男の晴元が家督を継いだ。晴元は三好之長の孫・元長と共に再び畿内へ上陸し、高国を討ったが、高国の養子・氏綱（政賢の義孫）との戦いが続き、その最中に元長の子・長慶が氏綱方についたため、敗北している。子孫は豊臣家中を経て三春藩の家老となった（曾孫の細川元勝の項を参照のこと）。
有馬重則に嫁した娘が生んだ則頼は豊臣秀吉の下で摂津有馬郡三田2万石の大名となった。則頼の二男豊氏は遠江横須賀3万石から、関ケ原の戦いの功で丹波福知山6万石に転じ（則頼の死後に遺領を併せて8万石）、さらに元和6年（1620年）には筑後久留米21万石に加増転封され、国持大名として子孫が幕末まで継承した。